# Vanmanenia trifasciodorsala
Vanmanenia trifasciodorsala är en fiskart som beskrevs av Nguyen 2005. Vanmanenia trifasciodorsala ingår i släktet Vanmanenia och familjen grönlingsfiskar. Inga underarter finns listade i Catalogue of Life.